# Колобър (титла)
Вижте пояснителната страница за други значения на Колобър.
Коло̀бър е прабългарска титла на висш сановник от съсловието на боилите.
Изпълнява длъжността предсказател на бъдещето, като извършва магически обреди и заклинания, обикновено по време на военни походи.
Колобрите са жреци на върховния бог Тангра.